# Orhan Çelebi
Orhan Çelebi u Orkhan Shalabi (1412 - 1453) fue un príncipe del Imperio otomano, nieto de Süleyman Çelebi (hijo de Beyazid I) e hijo de Orhan Çelebi. Fue padre de cuatro hijos: 'Ali Shah, Jahan Shah, Vali Khan, y Buga Khan.

## Vida
Orhan fue enviado a Constantinopla como rehén y pagó tributo a los otomanos durante su tiempo allí. Se unió a la defensa final del Imperio bizantino durante la caída de Constantinopla con aproximadamente 600 desertores otomanos a su lado.

### Muerte
Después de la caída de la ciudad Orhan fue atrapado y ejecutado mientras intentaba huir disfrazado de monje.